# Эггер, Иоганн
Иоганн Непомук Георг Эггер (нем. Johann Nepomuk Georg Egger; 15 мая 1804, Зальцбург, Австрийская империя — 19 марта 1866, Вена, Австро-Венгрия) — австрийский врач и энтомолог. Доктор медицины.

## Биография
В 1821—1826 годах изучал философию и медицину в Зальцбургском лицее, с 1826 по 1828 год — медицину в Венском университете; с 1828 года состоял хирургом при государственной больнице в Вене. В 1832 году получил степень магистра хирургии и гинекологии, в 1834 был назначен придворным хирургом, в 1847—1849 годах слушал лекции по медицине в Вене, с 1850 года — доктор медицины.

## Научная деятельность
Научные труды И. Эггера касаются преимущественно двукрылых австрийской фауны.
Из наиболее важных трудов: «Dipterologische Fragmente» (вместе с И. Шинером, «Verh. zool.-bot. Ges. Wien», 1853); «Dipterologische Beiträge» (там же, 1858, 1859, 1860, 1861—65), в которых описано значительное число новых родов и видов.
Коллекция двукрылых И. Эггера перешла в собственность Венского придворного музея (ныне Музей естествознания в Вене).